# Суми (Новосибірська область)
Суми (рос. Сумы) — село у Каргатському районі Новосибірської області Російської Федерації.
Входить до складу муніципального утворення Сумінська сільрада. Населення становить 484 особи (2010).

## Історія
Згідно із законом від 2 червня 2004 року органом місцевого самоврядування є Сумінська сільрада.

## Населення
| 2002 | 2007 | 2010 |
| ---- | ---- | ---- |
| 690  | ↘583 | ↘484 |